# جورج حنين

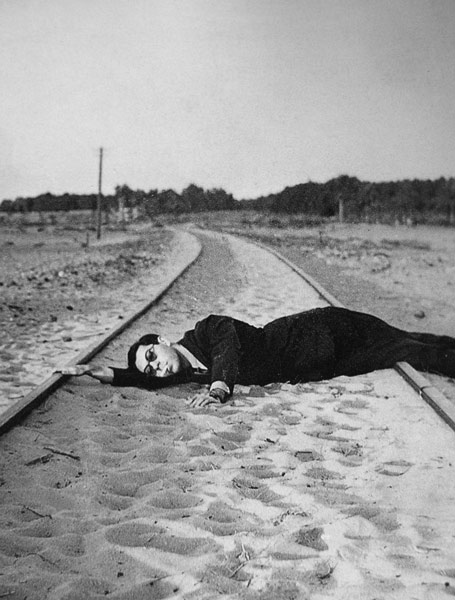
Georges Henein

جورج حنين ، Georges Henein كاتب سريالى وشاعر وناقد وصحفى مصري يكتب بالفرنسية، مع إلمامه بالعربية وهو رائد للتيار السوريالي المصري على صعيديه الأدبي والفني.
اتولد في القاهرة سنة 1914 لعائلة استقراطية، سافر في سنة 1924 إلى مدريد حيث كان والده صادق حنين باشا سفيرا للمملكة المصرية وقتذاك، وبعد سنتيين، التحق بليسيه شاتوبريان (روما) وأكمل دراسته الثانوية في ليسيه باستورد ونوي (باريس)، وحصل على شهادة البكالوريا من مدرسة «العائلة المقدسة» (القاهرة): من دراسة علمانية (مدارس الليسية تابعة للارسالية العلمانية) إلى مدرسة دينية.
في سنة 1939، حاز على درجة الليسانس في الحقوق من السوربون، ورغب في دراسة الآداب غير ان قيام الحرب العالمية الثانية قضى على آماله.
في نفس الوقت، تعاون مع مجلة «آينغور» من سنة 1934 لسان حال جماعة «المحاولين» المصرية، وكايبه ديزامبل» الباريسية.
في سنة 1934 صدرت له كوميديا قصيرة: «تتمة وخاتمة» وفي 1935 نشر بالاشتراك مع جيوفارنا، الاسم المستعار للمصري جوزيف حبشي كتاب: «التذكير بالقذارة» وأخذ يشارك بفاعلية في النشاط الثقافي المصري: اصدر وآخرين: سلامه موسى وأنور كامل وغيرها في 1938 بيان «يحيا الفن المنحط» ردا على النازية الثقافية، اصدر وآخرين نشرة «الفن والحرية» اللي صدر منها عددان في سنة 1939، تعاون والسورياليون المصريون في الكتابة بمطبوعة «دون كيشوت في 1939،
أصدر مجلة «حصة الرمال» بالاشتراك مع الشاعر المصري إدمون جابيس في 1947، وقبلها بأعوام تعاون مع أنور كامل في إصدار مجلة «التطور» وكمان المجلة الجديدة مع رمسيس يونان اللي استأجر رخصتها من سلامة موسى وسرعان ما دب الخلاف بينهما وبقية السورياليين وبين المفكر الكبير نتيجة لما وضعه امامهم من عراقيل: غير مؤكد صراحة موافقته دكتاتورية إسماعيل صدقي على حجب المجلة.
على الرغم من اقترابه من الدائرة السوريالية الضيقة مجموعة اندريه بروتون وعلاقاته الجيدة سواء السياسية قبل الثقافية معها الا انه انسحب منها في سنة 1948.
تمثل بعض قصائد ديوانية: «المتنافر» و«العتبة المحرمة» مثالا عظيم الاهمية لعرض هذه الرؤية.. وحنين بنشاطه المتواصل في القاهرة يجد الآفاق والمطامح الشعرية ويحدث انقلابا في الاستعمال اليومي للصور الجمالية ويصور: «الصور المفتوحة على ذاتها» و«الصور المنغلقة على ذاتها» تلك هي لعبة المرايا حيث تتضح نهاية القصيدة المنصهرة في اللغة «العصبية التي لا تخجل من صفع قارئها».
لم تقتصر كتابته بالفرنسية وانما شارك مجدي وهبة وكامل زهيري في اعداد دراسات عن نيتشه (القاهرة، 1950) وكافكا (القاهرة، 1954) وتيرتجار (القاهرة، 1955.
جورج حنين (تروبادور الصمت)، النموذج الأكثر ذكاء لهذا الجيل عن الانتلجنسيا خلال النصف الأول من القرن الحالي» على حد قول اندريه مالرو، توفي في 1973 ودفن بمصر.
من نتاجاته الشعرية: «لا مبررات الوجود» 1938 المتنافر 1949 «الإشارة الأكثر غموضا 1977، «الروح الضاربة» 1980، «على مدى الإنسان» 1981، «مسافر اليوم السابع» 1981، وضمن سلسلة «شعراء اليوم» الشهيرة التي تصدرها مطبوعات سيجيرين، نشر المؤرخ الأدبي ساران الكسندريان: «جورج حنين»، العدد 243، أحد أهم الكتب التأريخية، ليس فقط عن شخصية التروبادور وانما عن الحركة السوريالية المصرية التي تأتي في المرتبة الرابعة في نشاطها بعد الفرنسية والألمانية (الفرنسية) والسويسرية، كأنه يرد على الجهالة التوثيقية في رصدها ومتابعتها.
في أبريل 1950 نشر جورج بنفسه الكراس الثاني من «حصة الرمل». كانت أيضاً بمثابة دار نشر لأنها أصدرت كتباً عدة منها «أغنيات» للسوريالي فيليب سوبو، و «المتنافر» و «الصورتان» لجورج حنين وغيرها. عام 1956 أصدر جورج مجموعته «العتبة الممنوعة».
ضاق جورج حنين بالمناخ العام بعد قيام ثورة 23 يوليو 1952. لم يكن راضياً عما حدث بعد الثورة وبدأ في حالة نفي داخلي كما كتب ألكسندريان في كتابه عنه. ذات صباح وجد جورج على مكتبه في شركة السجائر عقيداً في الجيش. فبدأ يستعد للهجرة من مصر. ذهب أولاً إلى اليونان، وبعد إقامة قصيرة في المغرب استقر سنة 1962 في روما وانضم إلى اسرة تحرير مجلة «جون أفريك» اللي أصبح مديراً لتحريرها سنة 1966 وانتقل معها إلى باريس. وكتب سنة 1967 مقدمة «أنطولوجيا الأدب العربي المعاصر». ثم شارك في «الموسوعة السياسية الصغيرة» اللي صدرت سنة 1969 تحت إشراف جون لا كوتير. وانتقل إلى العمل في مجلة «أكسبريس».

## وفاته
ليلة 18 يوليو 1973 أنهى جورج حنين صراعه مع مرض سرطان الرئة. ودفنته «بولا» (اقبال العلايلى زوجته وحفيدة أمير الشعراء احمد شوقى) في القاهرة منفّذة وصيته. صدر كتاب في ذكراه الأولى أعدّه مجدى وهبه وشارك فيه 29 من أصدقاء جورج.